# Vorkstreepmaki
De vorkstreepmaki (Phaner furcifer)  is een nachtactief zoogdier uit de familie van de dwergmaki's (Cheirogaleidae). Het is de grootste soort uit het geslacht vorkstreepmaki's (Phaner).

## Beschrijving
De totale lengte van een volwassen vorkstreepmaki varieert, afhankelijk van de soort, tussen de 50 en 65 centimeter. De kop-romplengte is daarbij 225 tot 285 millimeter en de staartlengte 285 tot 370 millimeter. Volwassen vorkstreepmaki's wegen tussen de 350 en 500 gram. De vorkstreepmaki is de grootste soort van de vorkstreepmaki's en kan een totale lengte bereiken van 65 centimeter. Een volwassen vorkstreepmakik weegt tussen de 350 en 500 gram.
De vacht van de vorkstreepmaki is overwegend langer en dichter dan die van verwante vorkstreepmaki's. Bovendien is zijn bruin tot bruingrijze vacht het donkerst gekleurd. Over de rug loopt een donkere streep vanaf de staart tot de kruin, waar de streep zich splitst en over de ogen bij de bek weer bij elkaar komen. Hieraan dankt de vorkstreepmaki zijn naam.
De vorkstreepmaki beweegt zich horizontaal voort en doet dit vaak in een hoog tempo zonder pauze's, zodat ze moeilijk zijn te volgen. Als het dier rust maakt hij vaak typische schudbewegingen met zijn kop.
De tekening en de vlugge bewegingen van de vorkstreepmaki helpen hem te onderscheiden van katmaki's, die een vergelijkbare kleur, grootte en postuur hebben.

## Taxonomie
De wetenschappelijke naam van de soort werd voor het eerst geldig gepubliceerd door Henri Marie Ducrotay de Blainville in 1839. Hij beschreef de vorkstreepmaki als Lemur furcifer, maar na latere studie werd het dier onder de familie van de dwergmaki's geplaatst. Verdere studie heeft drie andere soorten als volle soorten getaxonomeerd, waarvan eerder gedacht werd dat het ondersoorten waren van de vorkstreepmaki. Deze vier soorten vormen nu het geslacht Phaner (vorkstreepmaki's), onder de monotypische subfamilie Phanerinae.

## Voorkomen
De vorkstreepmaki is endemisch op Madagaskar en komt er voor in het noordwesten van het eiland, inclusief het Nationaal park Masoala op het gelijknamige schiereiland.